# Кажбер, Герш-Лейб
Эрш-Лэйб Кажбер (идиш הערש-לײב קאַזשבער‎, настоящая фамилия Вайнштейн; 1906, Кажба, Бельцкий уезд, Бессарабская губерния — 1942, Самарканд) — бессарабский еврейский писатель, литературный критик, педагог. Писал на идише.

## Биография
Эрш-Лейб Кажбер (Вайнштейн) родился в бессарабской деревне Кажба (теперь Глодянского района Молдовы) в 1906 (по другим данным в 1910) году в семье бедных хуторян. В результате несчастного случая с детства хромал. Окончил румынскую гимназию в Бельцах и позднее там же работал преподавателем в школе объединения «Моргн-ройт» («Утренняя заря») под эгидой Бунда. В 1930-е годы жил в Кишинёве.
Дебютировал рассказами в газете «Черновицер блэтэр» (Черновицкие листки), сразу под литературным псевдонимом Кажбер (т.е. «родом из села Кажба»), публиковал рассказы и критические статьи в «Литэрарише блэтэр» (Литературные листки, Варшава). Вместе с прозаиком Янкл Якиром основал в 1931 году в Кишинёве журнал «Онзог» (Анонс), предназначавшийся как орган группы молодых бессарабских литераторов, которые в скором времени вошли в объединение «Юнг-Румэнье» (Румыния младая) в Бухаресте и публиковались прежде всего в издаваемом Янкев Штернбергом и Шлоймэ Биклем журнале «Шойбм» (Окна). В первом сборнике «Онзог» помимо Якира и Кажбера принял участие поэт Герцл Гайсинер (впоследствии Ривкин), и хотя дальнейшего развития этот проект не получил — с него началась литературная карьера всех троих участников, а также ответственного секретаря редакции поэта Хаима Зельцера.
Единственная книга Кажбера «Казённая гимназия» вышла в 1937 году в Черновцах. В сигетском журнале «Уфганг» (Восход, редактор И. Д. Израэл) с продолжением была напечатана его повесть «Хавэртэ Таня» (Товарищ Таня). 
Зимой 1942—1943 года Кажбер умер от голода во время эвакуации в Самарканде.